# Medalia de onoare (film)
Medalia de onoare (în germană Ehrenmedaille) este un film dramatic românesc din 2009 regizat de Călin Peter Netzer. Rolul principal este interpretat de Victor Rebengiuc, care joacă un pensionar ce primește din greșeală o decorație militară. Filmul este notabil pentru că fostul președinte al României, Ion Iliescu, își interpretează propriul rol.

## Rezumat
Ion I. Ion (personajul interpretat de Victor Rebengiuc) este un pensionar de 75 de ani care își trăiește bătrânețea în anii de după Revoluție. Familia sa este dezbinată, nici prieteni sau rude nu are, iar întreaga sa viață este oglindirea pensionarului sărac și fără perspective de după 1989. Însă ceva îî schimbă, chiar și pentru puțin timp, viața. Primește din greșeală o medalie de onoare, cu care este decorat chiar de Președintele României, Ion Iliescu. Acesta este momentul în care se hotărăște să lupte pentru demnitatea sa, demult pierdută.

## Distribuție
- Victor Rebengiuc — Ion I. Ion, contabil pensionar, veteran de război
- Camelia Zorlescu — Nina Băițan, soția lui Ion I. Ion, fiica de moșier
- Mimi Brănescu — Cornel, fiul lui Ion I. Ion, medic emigrat în Canada
- Florina Fernandes — Rita, soția canadiană a lui Cornel (menționată Florina Fernandez)
- Nickolas Filimon — Joshua, fiul lui Cornel și al Ritei (menționat Filimon Nickolas)
- Mircea Andreescu — Romeo Leoneanu, administratorul asociației de proprietari
- Cătălina Murgea — soția administratorului
- Ion Iliescu — președintele României (propriul rol)
- Simona Bondoc — dna Popescu, parteneră de remi a doamnei Nina
- Eugenia Bosânceanu — dna Petrescu, parteneră de remi a doamnei Nina (menționată Eugenia Bosănceanu)
- Ion Lucian — generalul Damian C. Anghelescu, fost ofițer în Divizia 3 Vânători de Munte, președintele Asociației Veteranilor de Război
- Anca Pandrea – Gina, secretara Asociației Veteranilor de Război
- Radu Beligan — Ion J. Ion, veteran de război, un erou rănit pe front în Al Doilea Război Mondial
- Tatiana Iekel — soția lui Ion J. Ion
- Constantin Drăgănescu — Petre Mândru, fostul camarad de arme al lui Ion I. Ion (menționat Costică Drăgănescu)
- Gabriel Spahiu — maistrul de la termoficare
- Tania Popa — vânzătoarea de la magazinul de jucării
- Radu Gabriel — Izbășescu, poștașul cartierului
- Cerasela Iosifescu — funcționara de la Ministerul Apărării
- Adrian Văncică — Sorin, vecinul mai tânăr al lui Ion I. Ion
- Mihaela Sârbu — soția lui Sorin
- Doru Ana — vânzătorul de la amanet
- Paraschiv Constantin — clientul de la amanet
- Vlad Vodă — Mircea, copilul care discută cu Ion I. Ion
- Ion Sapdaru — fotograful de la petrecerea organizată cu ocazia vizitei lui Cornel
- Ovidiu Niculescu — agentul SPP de la intrarea în Palatul Cotroceni
- Constantin Vascreanu — ofițerul de la Ministerul Apărării

## Premii
Filmul a primit Premiul Publicului și un premiu special pentru scenariu la Festivalul Internațional de Film de la Torino, Premiul Cineuropa și Mențiune Specială la Festivalul de Film de la Miami în 2010, Mențiune Specială, Premiul Holden pentru Cel mai bun scenariu și Premiul Publicului la Torino International Festival of Young Cinema, Premiul pentru Cel mai bun actor - Victor Rebengiuc, Cel mai bun scenariu - Tudor Voican, Premiul FIPRESCI, Greek Union of Film and Television Technicians Award și Silver Alexander la Festivalul de Film de la Salonic din 2009.
De asemenea, filmul a primit și Premiul Juriului asociației criticilor de film (FIPRESCI) și un premiu special din partea Asociației Tehnicienilor de Film, Televiziune și Audio-vizual din Grecia, dar și Premiul pentru Cea Mai Bună Regie și Cea Mai Bună Interpretare - Victor Rebengiuc la TIFF, în 2010.

### Interviuri
- Victor Rebengiuc: „Cum să-i spun lui Ion Iliescu că ne-a vândut?“, 11 noiembrie 2010, Ana-Maria Onisei, Adevărul
- Peter Călin Netzer: „Acest film a fost pentru mine ca o terapie“ Arhivat în 13 noiembrie 2010, la Wayback Machine., 10 noiembrie 2010, Doinel Tronaru, Adevărul